# Poprad
Poprad (pronunciaçãoⓘ; em húngaro:  Poprád, em alemão:  Deutschendorf) é uma cidade no norte da Eslováquia no pé das Montanhas Tatra. É a maior cidade da região Spiš e a décima maior cidade da Eslováquia.
O Aeroporto Poprad-Tatry é um aeroporto internacional localizado nos arredores da cidade. Poprad é também o ponto de partida da Ferrovia Elétrica Tatra (conhecida em eslovaco como Tatranská elektrická železnica), um conjunto de trens especiais de bitola estreita (bondes) que conectam os resorts nos Altos Tatras entre si e com Poprad. Os trens da linha principal ligam Poprad a outros destinos na Eslováquia e além; em particular, existem trens que vão de Poprad a Praga na República Tcheca.
A cidade de Poprad-Tatry para sediar uma olimpíada de 2006 foi uma tentativa malsucedida de Poprad, Eslováquia e do Comitê Olímpico Eslovaco para sediar os Jogos Olímpicos de Inverno de 2006. Foi um dos seis candidatos, mas não conseguiu ser pré-seleccionado.

## Demografia
| Ano:        | 1994   | 2004   | 2014   | 2024   |
| ----------- | ------ | ------ | ------ | ------ |
| Broj ljudi: | 54 803 | 55 404 | 52 316 | 48 352 |
| Razlika:    |        | +1,09% | -5,57% | -7,57% |

| Ano:               | 2023   | 2024   |
| ------------------ | ------ | ------ |
| Número de pessoas: | 48 741 | 48 352 |
| Diferença:         |        | -0,79% |